# Lučani (općina)
Općina Lučani (srpski: Општина Лучани) je općine u Moravičkom okrugu u Šumadiji. Središte općine je grad Lučani. U ovoj općini nalazi se i varošica Guča, poznata po manifestaciji "Sabor trubača". Po posljednjem službenom popisu stanovništva provedenom 2002. godine općina Lučani imala je 24.614 stanovnika raspoređenih u 36 naselja.
Nacionalni sastav:
- Srbi - 24.195 (98,29%)
- ostali - 256 (1,04%)
- nacionalno neizjašnjeni - 18 (0,07%)
- regionalno izjašnjeni - 7 (0,02%)
- nepoznato - 138 (0,58%)

## Naseljena mjesta
Beli Kamen, Viča, Vlasteljice, Vučkovica, Goračići,
Gornja Kravarica, Gornji Dubac, Grab, Guberevci, Guča (varošica),
Guča (selo), Dljin, Donja Kravarica, Donji Dubac, Dučalovići,
Đerađ, Živica, Zeoke, Kaona, Kotraža,
Krivača, Krstac, Lis, Lisice, Lučani (grad),
Lučani (selo), Markovica, Milatovići, Negrišori, Puhovo,
Pšanik, Rogača, Rtari, Rti, Tijanje
i Turica.